# Confiance d'Alexandre de Macédoine en son médecin Philippe
Confiance d'Alexandre de Macédoine en son médecin Philippe (en russe : Доверие Александра Македонского к врачу Филиппу) est un tableau du peintre polonais et russe de style académique Henryk Siemiradzki (1843-1902), réalisé en 1870. Il est conservé au Musée national des Beaux-Arts de Biélorussie, à Minsk. Il y est repris à l'inventaire sous le n° РЖ-712. Ses dimensions sont 245 × 346,5,,. La toile représente Alexandre le Grand, sur le point de boire une potion préparée par son médecin Philippe d'Acarnanie, qui se tient à côté de son lit,.
Le tableau a été créé sur un thème proposé dans le cadre d'un concours de l'Académie russe des Beaux-Arts au début de l'année 1870 ,. Á l'automne de la même année, la toile de Siemiradzki et celles de ses concurrents étaient prêtes et exposées à l'exposition académique à Saint-Pétersbourg. Les résultats du concours ont été proclamés en novembre 1870, et par décision unanime des membres du Conseil de l'Académie, c'est Siemiradzki qui l'a emporté et a reçu la grande médaille d'or de premier rang , lui ouvrant l'accès pendant six ans à un voyage d'étude à l'étranger aux frais de l'Académie russe des Beaux-Arts ,.
Le critique d'art Vladimir Stassov étudie la toile  Confiance d'Alexandre le Grand en son médecin Philippe et constate la force, le goût, la maîtrise qui s'en dégage, tout en remarquant l'étude consciencieuse faite par Siemiradzki des découvertes de l'histoire et de l'archéologie moderne , qui lui annonçait un brillant avenir . La critique d'art Tatiana Karpova attribue les mérites de la toile à « l'élégance de ses lignes, la clarté des silhouettes des personnages, l'harmonie des couleurs ». Selon le critique Pavel Klimov, avec ce travail, l'artiste a « montré à lui-même et à son entourage, qu'il maitrisait parfaitement la technique et qu'il était prêt à prendre une voie artistique indépendante ».

## Histoire

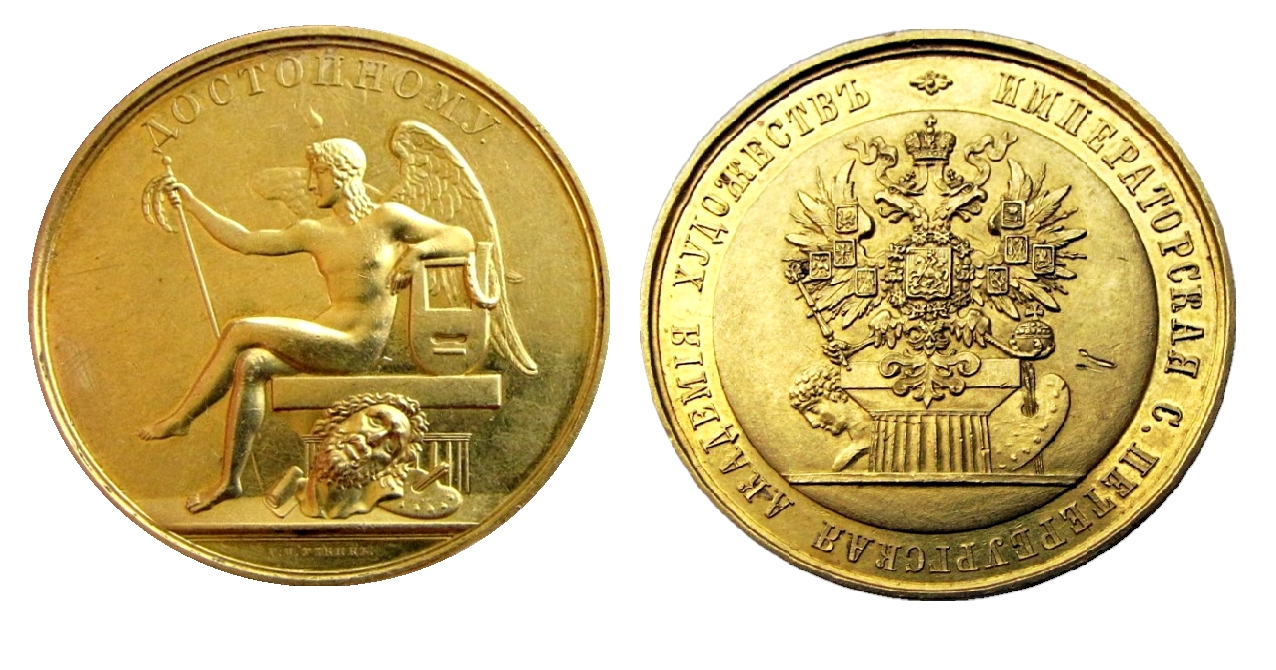
Médaille d'or de l'Académie des Beaux-Arts.

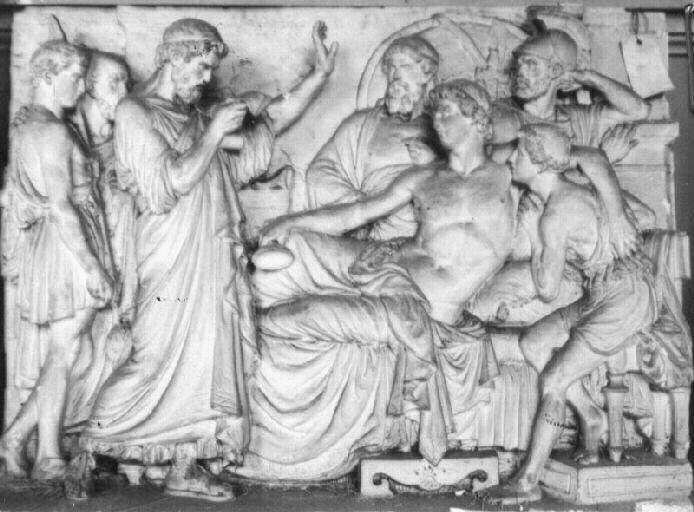
Bas-relief du sculpteur français André-Joseph Allar : Alexandre buvant tandis que son médecin Philippe lit la lettre de Parménion (1869).

### Évènements antérieurs et concours académique
De 1864 à 1870, Siemiradzki étudie à l'Académie impériale des Beaux-Arts, à Saint-Pétersbourg, d'abord comme auditeur libre jusqu'en avril 1866, puis comme étudiant ordinaire. Ses mentors étaient Carl Wenig et Bogdan Willewalde ,,. En 1866-1867, Siemiradzki obtient une petite médaille d'argent et deux grandes pour des dessins et une étude sur la nature. En 1868, pour son tableau sur l'anecdote de Diogène et l'écuelle superflue, dont l'intrigue est basée sur l'un des épisodes de la vie de ce philosophe grec ancien, il reçoit une petite médaille d'or de l'Académie des Beaux-Arts, qui lui donne le droit de participer au concours de l'Académie russe des Beaux-Arts dont le prix est une grande médaille d'or.
Le thème du concours pour la grande médaille d'or a été annoncé au début de l'année 1870 : Confiance d'Alexandre le Grand en son médecin Philippe,. Ce n'était pas le premier concours académique sur ce sujet. En 1830, les peintres historiques s'étaient vu proposer de : « Représenter Alexandre le Grand au moment où, étant malade et ayant reçu une lettre de dénonciation suivant laquelle son médecin Philippe voulait l'empoisonner, il ne croit pas en cette dénonciation et prend le médicament, tout en donnant à Philippe la lettre de dénonciation pour qu'il la lise ». C'est le peintre Jan Ksawery Kaniewski qui se voit attribuer la médaille d'or de second rang lors du concours de l'année 1830 pour son tableau Confiance d'Alexandre en son médecin Philippe. Par ailleurs, en 1836, un dessin sur le même thème d'Alexandre et Philippe est réalisé par Taras Chevtchenko alors qu'il est encore étudiant à Saint-Pétersbourg.

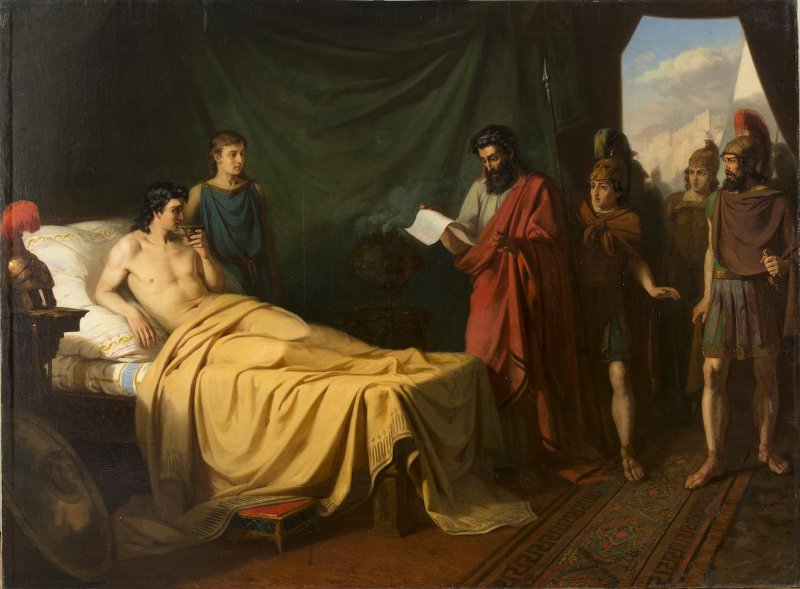
Vassili Petrovitch Verechtchaguine
Confiance d'Alexandre de Macédoine en son médecin Philippe alors qu'il est gravement malade (1870, Musée russe).

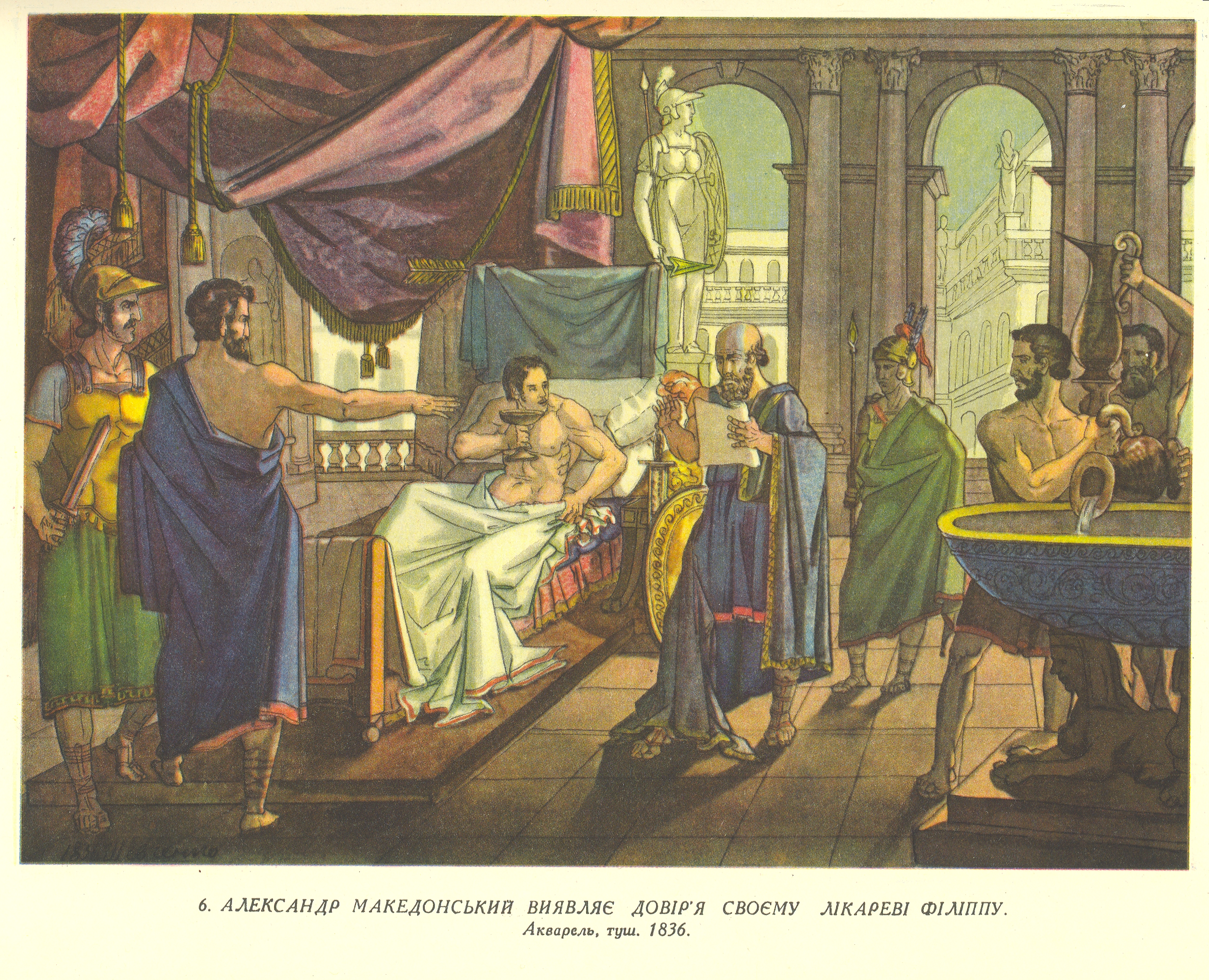
Alexandre le Grand montre sa confiance en son médecin Philippe Taras Chevtchenko.

Dans une lettre du 24 janvier 1870, Henryk Siemiradzki écrit à sa famille: « Finalement on nous a communiqué le thème de la médaille d'or et il est meilleur que celui de Diogène; c'est un épisode de la vie d'Alexandre de Macédoine ». Un des artistes qui a peint un tableau sur le même sujet était l'étudiant de l'Académie Mitrophane Verechtchaguine . Il y avait d'autres participants au concours, en tout cinq ou six tableaux ont été réalisés,. On sait également que des sculpteurs ont présenté des reliefs, parmi lesquels Alexandre Sniguirevsky et Piotr Dyliov ,,.
Après l'annonce du thème du concours, les participants devaient soumettre une esquisse de leur future composition. Ils travaillaient sur ces esquisses dans l'isolement total, ils n'étaient pas autorisés à quitter leur lieu de travail, leur nourriture et leur thé leur étaient apportés sur place. Quand l'esquisse était prête, elle était soumise à la direction de l'Académie et conservée par elle sans pouvoir encore être modifiée. Elle devait être réalisée dans des ateliers spécialement aménagés à cet effet, dans la stricte confidentialité, comme dans une résidence surveillée. Les étrangers n'étaient pas admis dans ces ateliers, seuls les enseignants en service y avaient accès, ainsi que les modèles qui y avaient été invités pour la pose à telle ou telle heure du jour.
En mars 1870, le grand-prince Vladimir Alexandrovitch de Russie visite l'atelier de Siemiradzki . Il occupait depuis 1869 le poste de vice-président de l'Académie dont il devint président en 1876. Dans une lettre à sa famille du 5 avril 1870 Siemiradski écrit que deux semaines plus tôt, Vladimir Alexandrovitch « avait posé quelques questions sur le travail commencé, demandé dans quel local se trouverait Alexandre de Macédoine, puis avait examiné les esquisses, regardé quelques ouvrages sur la table, et était sorti en me souhaitant la fin réussie de mon travail ». Durant cette période de réalisation de la toile, la situation financière de Siemiradzki s'est détériorée du fait qu'il a dû refuser des commandes de particuliers qui représentaient auparavant une source substantielle de ses revenus. Pour pouvoir rembourser ses dettes, le 15 septembre 1870 le peintre a introduit une demande d'allocation à la direction de l'Académie. Sa demande a été satisfaite et il a reçu 300 roubles .

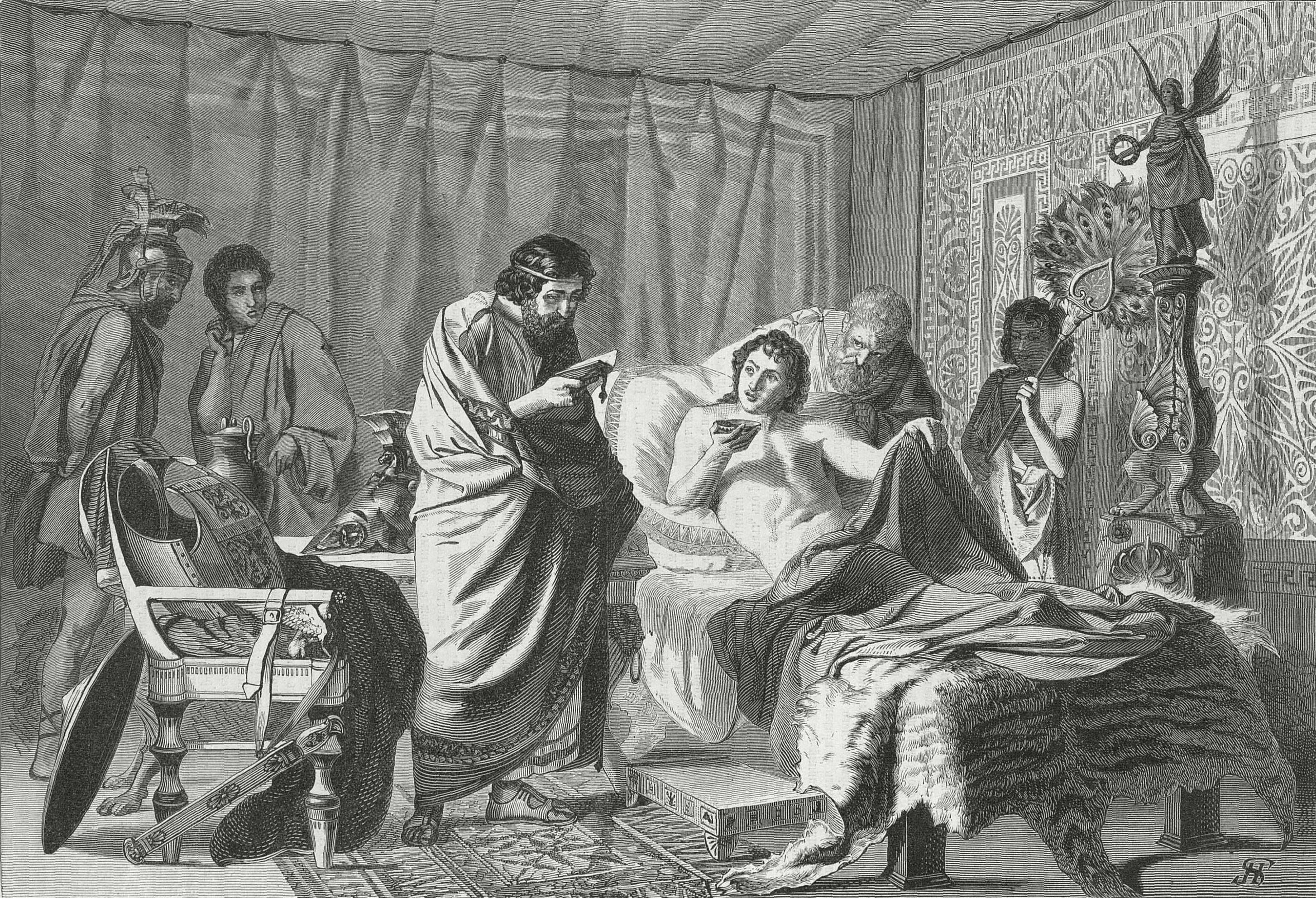
Lavrenti Seriakov Confiance d'Alexandre de Macédoine en son médecin Philippe (gravure d'après la tableau de Siemiradzki, 1870).

Á l'automne 1870, d'autres peintres ont présenté leur toile de participation au concours lors d'une exposition de l'Académie ensemble avec d'autres œuvres. Dans une lettre à ses parents datée du 4 septembre 1870 Siemiradzki explique que deux jours plus tôt il avait déjà installé sa toile dans la salle où l'exposition devait avoir lieu, « dans un cadre doré sur un mur de couleur sombre qui le mettait en valeur ». Il écrit aussi qu'il continue à peaufiner sa toile, debout dans l'escalier ». Selon lui, l'exposition devait ouvrir à la fin du mois de septembre. Au cours de l'exposition, une gravure réalisée par la graveur Lavrenti Seriakov, reproduisant le tableau a été publiée dans la revue Vsemirnaïa Illioustratsia,. Le critique Vladimir Stassov écrit un article de synthèse sur l'exposition académique dans lequel il souligne le potentiel de Siemiradzki et sa toile destinée au concours: « Il me semble qu'il faut lui donner la médaille d'or avant tout le monde et envoyer cet artiste à l'étranger le plus rapidement possible. Pour de nombreuses raisons il semble qu'il est promis à un brillant avenir »,. Dans l'ensemble, les autres critiques appréciaient le tableau de Siemiradzki, en particulier Pavel Kovalevski.
Les résultats du concours ont été proclamés le 4 novembre 1870 et par décision unanime des membres du conseil de l'académie le premier prix a été attribué à Siemiradzki, à qui a été offerte la grande médaille d'or de premier rang. L'artiste était très heureux de son succès et écrivit: « Ce fut l'un des jours les plus glorieux de ma vie. L'examen a été très rigoureux, et parmi les participants il n'y a que moi qui ai obtenu une médaille d'or ». Le fait que Siemiradzki était le favori du concours était connu avant la fin et le peintre écrit à ses parents à la fin du mois d'octobre: « Dans quelques jours, c'est-à-dire le 4 novembre, aura lieu la distribution des prix et je recevrai une médaille, cela ne fait aucun doute, et bien que rien ne soit encore officiel, tout le monde le sait. ». Ensemble avec la médaille, Siemiradzki a reçu le titre d'artiste classique du premier degré et le droit à six années comme boursier de l'Académie des beaux-arts à l'étranger ,. Mitrophane Verechtchaguine a obtenu la médaille d'or du second degré. Sa toile Confiance d'Alexandre de Macédoine en son médecin Philippe durant une grave maladie est conservée au Musée russe à Saint-Pétersbourg (toile, huile, 137 × 187, inventaire no  Ж-9149 ,.

### Évènements ultérieurs
Siemiradzki a commencé sa carrière comme pensionnaire de l'académie des beaux-arts en août 1871, et à partir de mai 1872 il vit et travaille à Rome. En 1873, il termine le travail sur le grand tableau intitulé La Pécheresse,, et en 1876 celui sur la grande toile Les Torches de Néron,. Jusqu'en 1877, il résidait en Italie en qualité de pensionnaire de l'académie, mais ensuite il a décidé de rester à Rome plutôt que de retourner en Russie.
En 1881, sa toile Confiance d'Alexandre de Macédoine en son médecin Philippe est présenté à l'exposition de sculpture et de peinture qui se tient dans les salles de l'Académie des Beaux-arts de Saint-Pétersbourg,. En 1882, la toile est exposée lors de Exposition artistique et industrielle de 1882 de toute la Russie (ru), qui se tient à Moscou. Ce sont 5 œuvres de Siemiradzki qui sont présentées lors de l'exposition : Confiance d'Alexandre de Macédoine, La Pécheresse, Danse entre les épées (ru), Orgie du temps de Tibère à Capri (ru) et une copie réduite de Les Torches de Néron (ou Lumières du christianisme).
Pendant longtemps le tableau Confiance d'Alexandre de Macédoine en son médecin Philippe est resté la propriété de l'Académie des beaux-arts. C'est sous ce nom qu'il figure dans le catalogue de peinture russe de cette académie dans lequel elle est inventoriée sous le numéro 186. Selon ce catalogue, le musée possédait également sept autres croquis de Siemiradzki, mais réalisés pour d'autres tableaux.

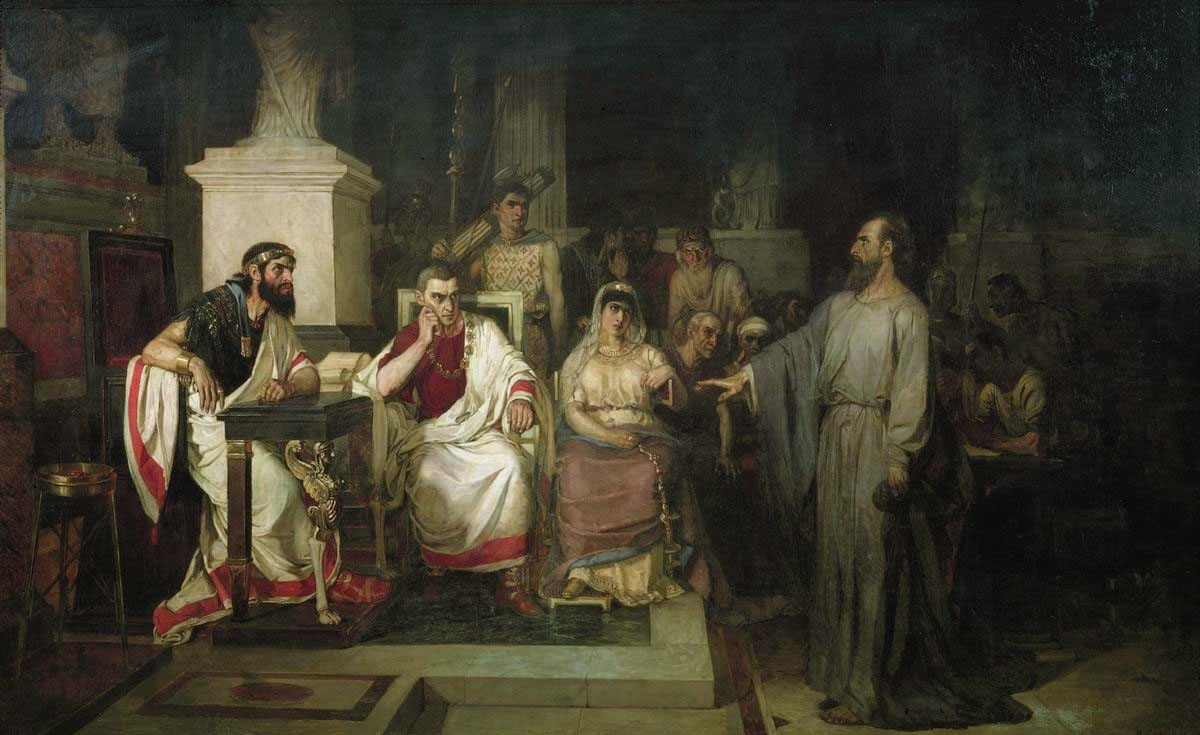
Vassili Sourikov. L'apôtre Paul explique les dogmes de la foi en présence du roi Agrippa, de sa sœur Véronique et du proconsul Festa (1875, Galerie Tretiakov).

À la suite des modifications qui ont suivi la révolution, à partir de 1918, au début des années 1920, la toile, tout en restant au musée de l'académie, a été attribuée à l'Institut technique et artistique supérieur de Leningrad. En 1923, il est transféré au Musée russe, mais sept ans plus tard il retourne au musée de l'Académie des beaux-arts, qui faisait alors partie de l'Institut Répine. En 1931, le musée a été dissous et la toile transmise à la Galerie Tretiakov, où elle est conservée jusqu'en 1957 . Le numéro d'inventaire attribué à la toile à la Galerie Tretiakov est 20803. Dans le coin inférieur droit de la toile figure un autre numéro, le 2355, (probablement le n° attribué par le Musée russe) .
Dans les années 1950, un nouveau bâtiment a été construit à Minsk, qui abrite le Musée national des Beaux-Arts de Biélorussie, dont le directeur a été depuis 1944 Elena Aladova (ru). Pour créer une perspective spectaculaire dans le département d'art russe, Aladova estimait qu'il fallait faire l'acquisition de deux ou trois grandes toiles, qui seraient visibles de loin grâce aux salles en enfilade du premier étage. Pour l'une des toiles, Aladova a réussi à s'entendre avec sa propriétaire Klaudia Yelanskaia (ru), actrice du Théâtre d'art de Moscou, artiste du peuple de l'URSS,. C'était une toile de Vassili Sourikov : L'apôtre Paul explique les dogmes de la foi en présence du roi Agrippa, de sa sœur Véronique et du proconsul Festa (toile, huile, 142 × 218,5, aujourd'hui exposée à la Galerie Tretiakov, (inventaire no  Ж-48), pour lequel son auteur avait reçu en 1875 le titre d'artiste de classe du premier degré,.

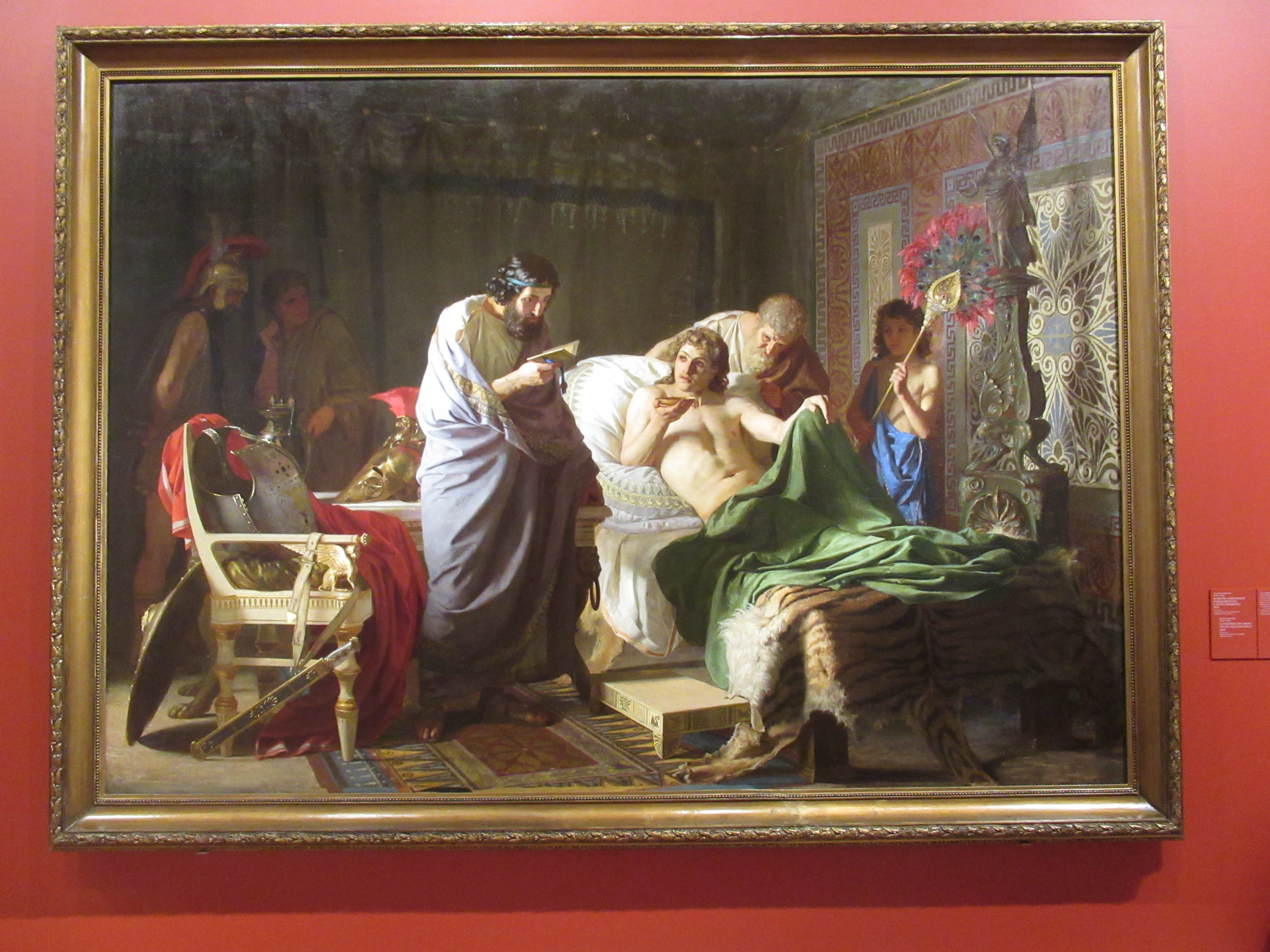
Confiance d'Alexandre de Macédoine pour son médecin Philippe à l'exposition de 2022 à la Nouvelle Galerie Tretiakov.

En 2004, la toile de Siemiradzky a suscité l'intérêt de l'équipe de tournage du film Alexandre (film) (du réalisateur Oliver Stone), dont le sujet est la vie d'Alexandre de Macédoine. Le directeur de la société Warner Bros. a demandé au musée national d'art de la République de Biélorussie l'autorisation d'utiliser une image numérisée de la toile de Siemiradzki pour la campagne publicitaire de promotion du film. Cette demande n'a jamais été suivie d'effet, la transaction étant jugée trop inhabituelle pour la direction du musée de Minsk.

## Sujet, personnages et composition

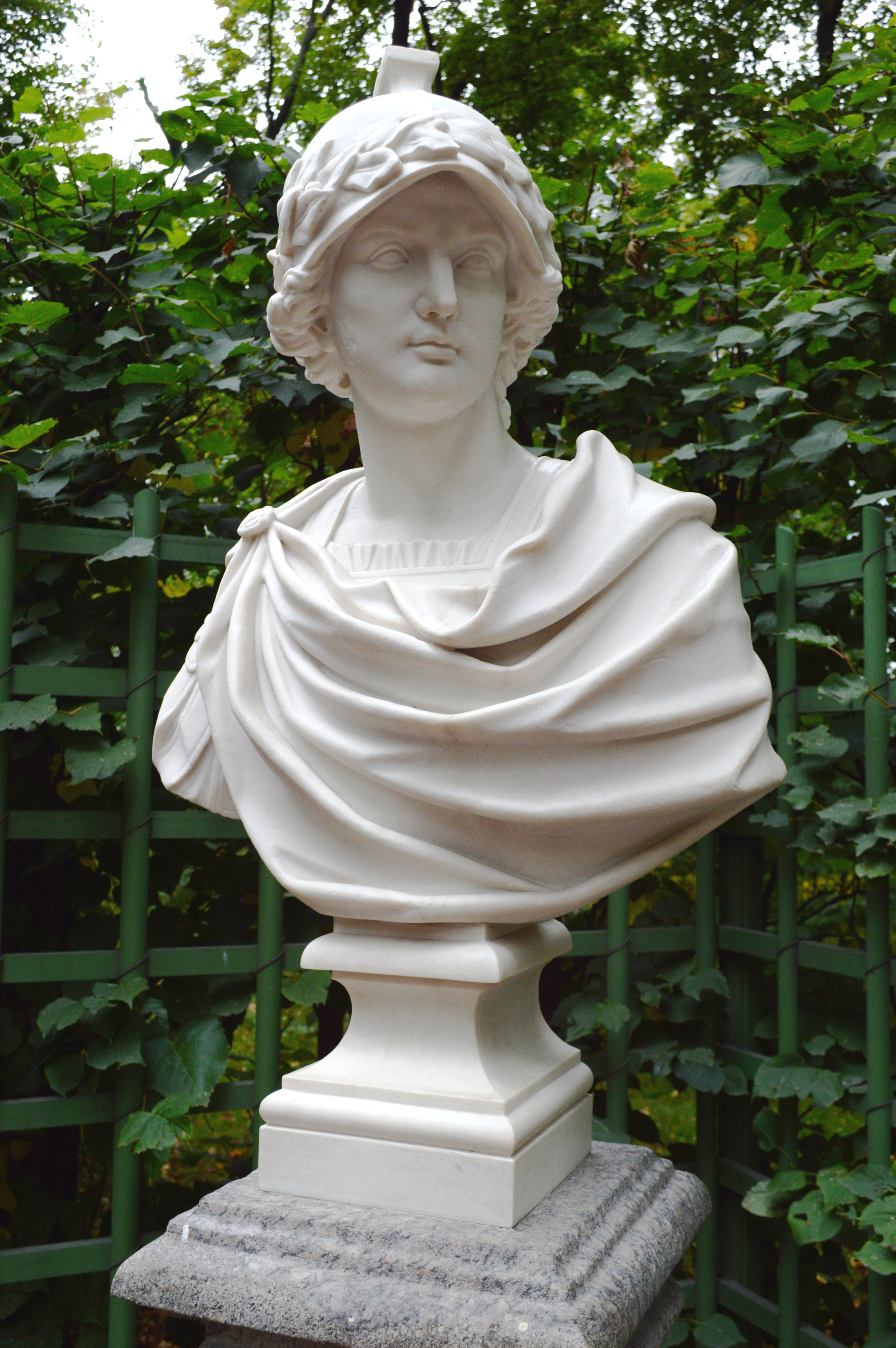
Buste d'Alexandre de Macédoine au Jardin d'été.

À partir de la seconde moitié du XVIIe siècle, les sujets liés à la vie d'Alexandre de Macédoine, sont devenus populaires dans l'art occidental, puis dans l'art russe. L'une des sources importantes sur la question était Histoire d'Alexandre le Grand de Macédoine une biographie écrite au Ier siècle après Jésus-Christ par l'historien romain Quinte-Curce, qui a été publiée à plusieurs reprises en langue russe . De plus, en 1861, un fac-similé de l'ancien roman russe Alexandre a également été publié .
Vers 1870, il existait une riche iconographie sur Alexandre le Grand. Dans la peinture européenne, il était traditionnellement représenté comme un jeune guerrier plein d'énergie, portant un casque et une armure complète. Pour représenter son visage, Siemiradzki avait à sa disposition des copies de statues romaines, la copie de la statue due à Lysippe, portraitiste attitré d'Alexandre le Grand, conservée dans les collections de l'Académie des beaux-arts, et aussi d'un buste en marbre du XVIIIe siècle exposé au Jardin d'été de Saint-Pétersbourg .

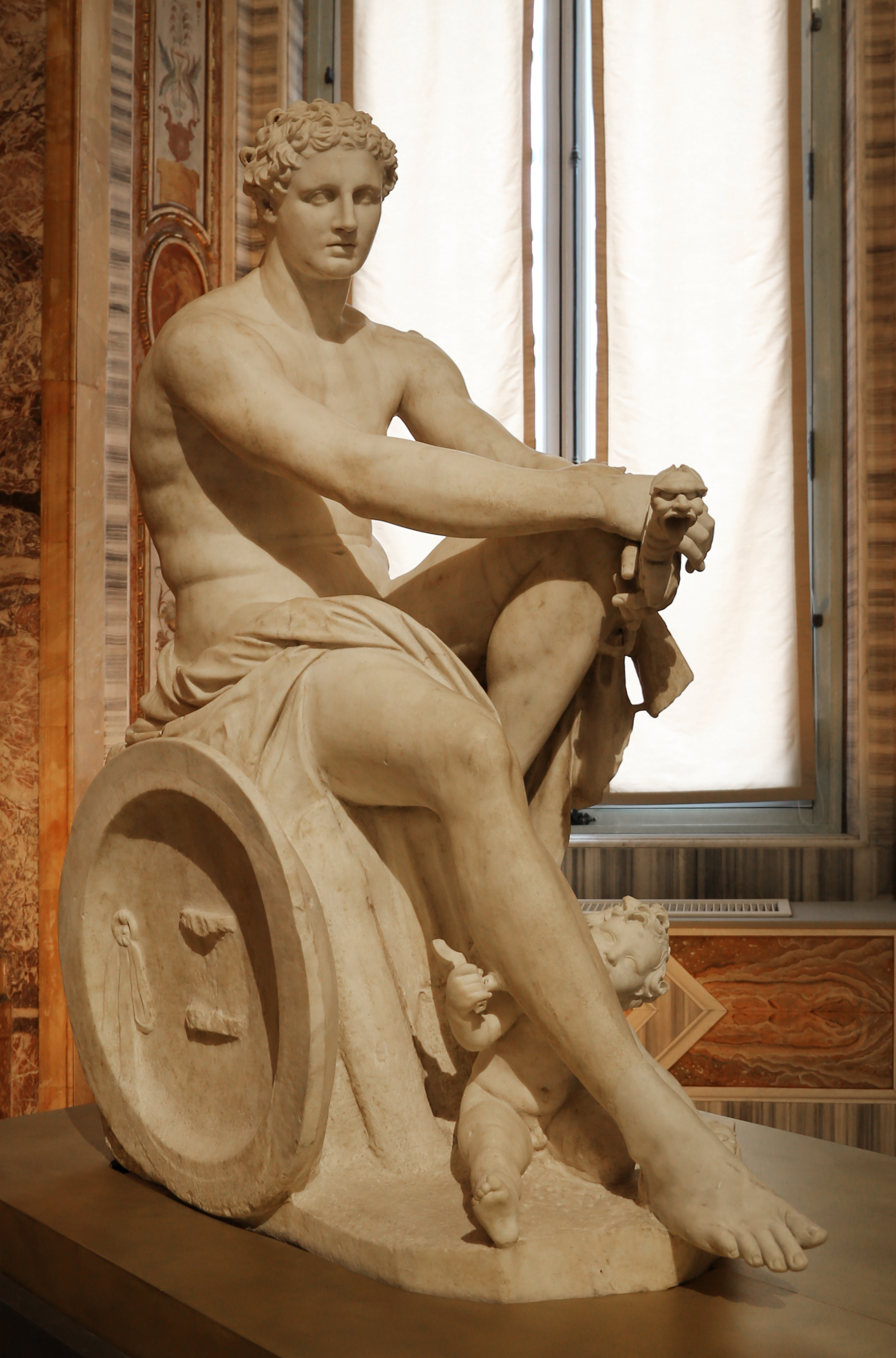
Arès Ludovisi, collection palais Altemps.

L'épisode représenté dans le tableau de Siemiradzki, est lié à une légende. Durant la campagne contre le roi de Perse Darius III, Alexandre de Macédoine, a cause d'un refroidissement, est tombé gravement malade. Les médecins craignaient de le soigner, de peur que les Macédoniens ne les sanctionnent au cas où ils ne réussissaient pas à la guérir et qu'il meurt. Selon l'historien Plutarque, Philippe, « voyant l'état grave du malade, a placé son amitié avant toute autre considération et a considéré criminel de ne pas utiliser tous les moyens possibles même s'il risquait des ennuis comme médecin ». Philippe a préparé un médicament puissant et l'a apporté au malade. Cependant, peu de temps avant de prendre le médicament Alexandre a reçu une dépêche urgente de son chef militaire dénommé Parménion, qui exposait dans son écrit que Philippe avait été soudoyé par Darius et qu'on allait lui donner du poison à la place du médicament. Lorsque Philippe donne la potion à Alexandre, ce dernier lui demande de lire la lettre qu'il vient de recevoir. Cette scène est représentée sur la toile: Alexandre fait entièrement confiance à son médecin et n'hésite pas à boire le médicament, pendant que Philippe lit avec surprise et indignation la lettre calomnieuse. Comme le remarque Plutarque, « c'était un spectacle étonnant et à méditer ».

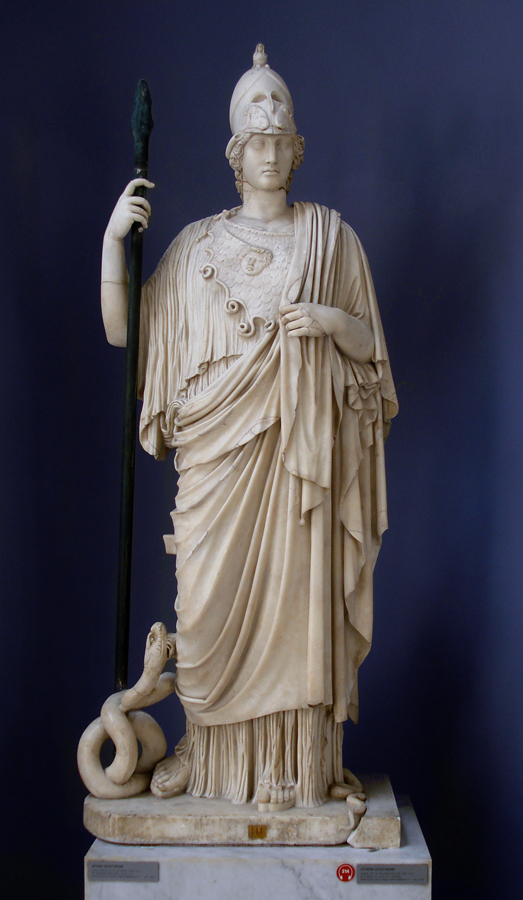
Athena-Giustiniani, Vatican, IVe siècle av. J.-C.

Sur la toile de Siemiradzki l'action se passe sous un chatior de campagne. Allongé sur un lit, Alexandre de Macédoine est dénudé jusqu'à la taille, c'est une beau jeune homme au « magnifique torse antique ». Il va boire une potion médicale dans une tasse qu'il tient de la main droite. Le torse et la position de la main droite d'Alexandre rappellent dans une certaine mesure la sculpture du IIe siècle de notre ère Arès Ludovisi, dont il existait une copie en plâtre à l'académie des beaux-arts. À gauche d'Alexandre, le médecin Philippe est représenté en pied, lisant une lettre que lui a transmis le roi Alexandre. Le médecin est habillé d'un chiton blanc auquel est superposé un himation, dont les bords sont brodés de jaune par un motif en clé grecque et qui est fixé aux épaules par des fibules. C'est le modèle du nom de Philippe Ivan qui a posé pour le personnage d'Alexandre. À plusieurs reprises, le peintre Vassili Verechtchaguine avait travaillé avec lui comme modèle . À la tête du lit, se trouve un vieillard à barbe grise, penché vers Alexandre. Selon certaines sources il s'agirait d'Aristobule de Cassandréia, qui tente de persuader le roi de ne pas boire la potion. Le groupe composé d'Alexandre, de Philippe et du vieillard sont au centre de la composition et est éclairé par la lumière provenant de la gauche. Se trouvent également dans le fond de la pièce deux guerriers et un jeune garçon portant un éventail à droite du lit,. On sait que le modèle pour le garçon à l'éventail a déjà posé pour le sculpteur Ilya Guinzbourg (un an plus tard il a également posé pour Ilia Répine et la Résurrection de la Fille de Jaïre).
Siemiradzki a beaucoup étudié le monde réel de l'époque d'Alexandre le Grand, probablement en visitant le Musée de l'Ermitage et la  Bibliothèque nationale russe. Sur sa toile il reproduit fidèlement des tissus antiques, des vêtements, des chaussures, des armures de guériers, des tapis ainsi qu'une table en céramique à figures noires. L'exotisme du trajet vers la Perse se reflète dans l'éventail oriental tenu par le jeune garçon, ainsi que par la peau de tigre posée sur le lit. Sur le bord droit de la toile, à côté du garçon, est représentée une statue au sommet de laquelle est posée une tête en bronze de la déesse Niké couronnée de lauriers. Du côté gauche, se trouve une chaise antique sur laquelle sont empilés les éléments d'un armure. Sur la table se trouve le casque d'Alexandre, dont le prototype est peut-être le casque d' Athena Giustiniani (en) . Il semble que lorsque Siemiradszki a peint la toile il ait utilisé un casque similaire de la collection académique créé à l'initiative d'Alexis Olenine (ru), président de l'Académie de 1817 à 1843,. En 1980, ce casque a été transféré au musée de la propriété Prioutino (ru) .
L'historien d'art Piotr Gneditch (ru) remarque l'harmonie des couleurs de la toile, dans laquelle prédominent les tons violet clair et orange. Selon la critique d'art Svetlana Ignatenko (ru), l'artiste démontre que son propre style est déjà établi à cette époque et qu'il dispose d'une excellente connaissance de l'anatomie humaine et une technique du clair-obscur exprimée dans les silhouettes douces des personnages et dans les effets d'éclairage.

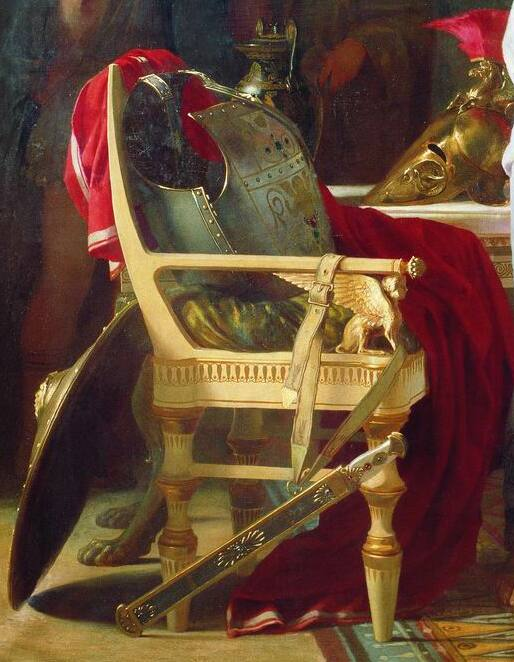
Confiance d'Alexandre, détail 1.
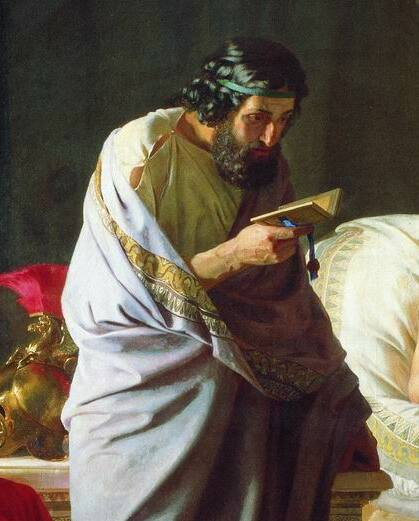
Confiance d'Alexandre, détail 2.
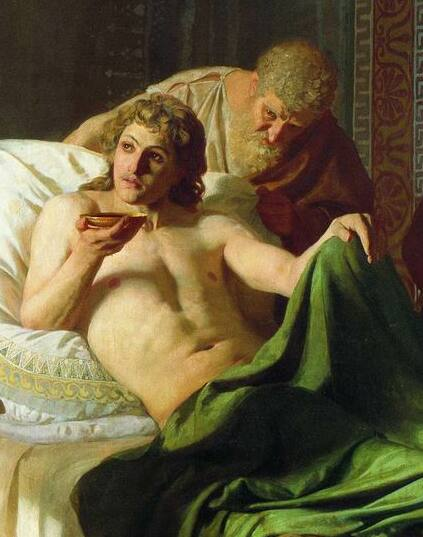
Confiance d'Alexandre, détail 3.
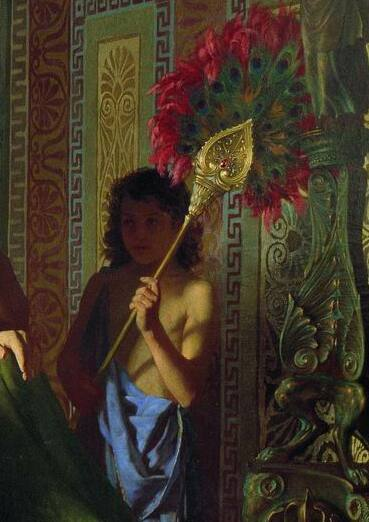
Confiance d'Alexandre, détail 4.

## Appréciation et critique
Dans un article sur l'exposition académique de 1870, le critique d'art Vladimir Stassov donne un analyse détaillée de la toile Confiance d'Alexandre de Macédoine dans son médecin Philippe. Comparant cette toile aux œuvres antérieures de Siemiradzki, Stassov écrit que ce tableau démontre que l'artiste ne possédait pas de couleurs pires que celles du crayon noir et qu'il avait la capacité d'en faire la preuve dans ses peintures. Stassov pose la question : si Siemiradzki a montré tant de talents en travaillant sur un sujet imposé, que pourra-t-on attendre de lui quand il sera complètement libre et ne dépendra que de ses compétences et de son talent?.
Dans un article publié en novembre 1870 dans la revue Le Messager de l'Europe, l'écrivain et critique Pavel Kovalevski exprime son attitude généralement négative à l'égard d'un système de concours académique tel que celui de l'Académie des beaux-arts, obligeant les concurrents à créer une œuvre sur un sujet imposé, examinée ensuite par le jury. Néanmoins, parmi les toiles liées au thème de la Confiance d'Alexandre de Macédoine en son médecin Philippe il distingue celle de Siemiradzki qui est « réussie, très réfléchie, bien composée, peinte de manière satisfaisante ». Parmi les défauts ide la toile il note la taille peu proportionnelle du genou plié d'Alexandre ainsi que le choix de sa tête d'un goût trop simple, trop ordinaire pour Kovalevski.
Le critique d'art Pavel Klimlov appelle Confiance d'Alexandre de Macédoine en son médecin Philippe « la première toile significative de Siemiradzki ». C'était d'abord un travail d'examen, et il était difficile d'en attendre la révélation d'une personnalité créative brillante. Il reste que les qualités manifestées lors de la réalisation de ce tableau, comme la réflexion minutieuse sur la composition et la grande attention accordée à l'expressivité de chaque détail, sont devenues des caractéristiques de toute la création ultérieure de l'artiste. Selon Klimov, Siemiradzki a montré qu'il maitrisait parfaitement la technique picturale et qu'il était prêt à prendre une route indépendante.
La critique d'art Tatiana Karpova attribue à la toile des traits distincts tels que « l'élégance des lignes, la clarté des silhouettes, l'harmonie des coloris ». Siemiradzki se révèle selon Karpova « un étudiant talentueux de l'école académique, imprégné des préceptes du classicisme », associés aux noms de Karl Brioullov, Fiodor Bruni et Alexandre Ivanov.